# Microbates cinereiventris
Microbates cinereiventris là một loài chim trong họ Polioptilidae.